# Ливия на летних Олимпийских играх 1964
Ливия принимала участие в Летних Олимпийских играх 1964 года в Токио (Япония) в первый раз за свою историю, но не завоевала ни одной медали. Ливийцы принимали участие в церемонии открытия Игр. В соревнованиях по лёгкой атлетике должен был принять участие марафонец Сулиман Фиги Хассан, но он не вышел на старт по болезни.

## Результаты соревнований

### Лёгкая атлетика
Мужчины
| Дисциплина | Спортсмен           | Время | Место | Отставание |
| ---------- | ------------------- | ----- | ----- | ---------- |
| марафон    | Сулиман Фиги Хассан | DNS   | DNS   | DNS        |